# Kodeks 080
Kodeks 080 (Gregory-Aland no. 080), ε 20 (von Soden) – grecki purpurowy kodeks uncjalny Nowego Testamentu na pergaminie, paleograficznie datowany na VI wiek. Jedna karta rękopisu przechowywana jest w Rosyjskiej Bibliotece Narodowej (Gr. 275, 3) w Petersburgu, druga karta przechowywana jest w Aleksandrii (Patriarchat 496). Nie jest cytowany we współczesnych krytycznych wydaniach greckiego Nowego Testamentu.

## Opis
Do dziś zachowały się jedynie dwie fragmentaryczne karty kodeksu, z tekstem Ewangelii Marka (9,14-18.20-22; 10,23-24.29). Ze względu na fragmentaryczność obu zachowanych kart nieznane są oryginalne rozmiary kart. Pergamin został nasączony purpurą, tekst pisany jest złotem. Tekst pisany jest dwoma kolumnami na stronę, 18 linijek w kolumnie. Litery są wielkie, kształt liter jest podobny do Purpurowego Kodeksu Petropolitańskiego (022).
Grecki tekst kodeksu jest zbyt krótki aby móc określić jego charakter tekstualny. Kurt Aland nie sporządził dlań profilu tekstualnego i nie zaklasyfikował do żadnej kategorii.
Syria bywa wskazywana jako prawdopodobne miejsce powstania rękopisu. Gregory datował go na VI wiek. Obecnie INTF datuje go na VI wiek.
Porfiriusz (Uspienski) widział kodeks w 1850 roku podczas jego wizyty w Aleksandrii i sporządził pierwszy jego opis. Jedną kartę kodeksu przywiózł do Petersburga. Oscar von Gebhardt skolacjonował jego tekst na potrzeby Tischendorfa Editio Octava Critica maior. W wydaniu tym został wprowadzony na listę rękopisów Nowego Testamentu, umieszczony został w grupie majuskułów. Tischendorf nadał mu siglum Na i pod tym siglum jest cytowany w aparacie krytycznym wydania. C.R. Gregory w 1908 roku wprowadził nowy system oznaczania rękopisów Nowego Testamentu i nadał mu siglum 080.
Kartę przechowywaną w Petersburgu badała i opisała paleografka, Eugenia E. Granstrem, w 1959 roku oraz krytyk tekstu, Kurt Treu, który opublikował jego tekst w 1966 roku. Pasquale Orsini wydał jego facsimile. We współczesnych krytycznych wydaniach greckiego Nowego Testamentu nie jest cytowany (NA28, UBS4).